# Kamerun na Letních olympijských hrách 2004
Kamerun se účastnil Letní olympiády 2004 v 5 sportech. Zastupovalo jej 17 sportovců.

## Medailové pozice
| Medaile | Jméno                       | Sport    | Disciplína    |
| ------- | --------------------------- | -------- | ------------- |
| Zlato   | Françoise Mbangová Etoneová | Atletika | Ženy trojskok |